# تريفور أدير
تريفور أدير (بالإنجليزية: Trevor Adair)‏ هو مدرب كرة قدم ولاعب كرة قدم أمريكي، ولد في 1961 في بلفاست في المملكة المتحدة.